# Alexander Kluge
Alexander Kluge (Halberstadt, 14 de Fevereiro de 1932) é um conceituado realizador, crítico social e escritor alemão. Na juventude, conviveu com Theodor Adorno e Fritz Lang. Foi um dos autores do Manifesto de Oberhausen, que deslanchou o movimento do Novo Cinema Alemão, do qual participaram também Fassbinder, Werner Herzog, Margarethe von Trotta, Volker Schlöndorff, Wim Wenders e outros. Precursor da chamada "televisão de autor" - uma tentativa de trazer qualidade artística aos programas televisivos -, Kluge é considerado como um dos mais importantes intelectuais alemães contemporâneos. 

## Filmografia
- 1960 – Brutalität in Stein (co-direção)
- 1961 – Rennen (co-direção)
- 1962/3 – Lehrer im Wandel (co-direção)
- 1964 – Porträt einer Bewährung
- 1965/6 – Abschied Von Gestern
- 1967 – Frau Blackburn, Geb 5. Jan. 1972, Wird Gefilmt
- 1967 – Die Artisten in der Zirkuskuppel: Ratlos
- 1967/9 – Die Unbezähmbare Leni Peickert (TV)
- 1968 Feuerlöscher E.A. Winterstein
- 1969/70 – Der Grosse Verhau
- 1969/70 – Ein Arzt Aus Halberstadt
- 1969/70 – Wir Verbauen 3 × 27 Milliarden Dollar in Einen Angriffsschlachter/Der Angriffsschlachter
- 1971 – Willi Tobler und der Untergang der 6. Flotte
- 1973 – Besitzbürgerin, Jahrgang 1908
- 1973 – Gelegenheitsarbeit einer Sklavin
- 1974 – In Gefahr und Grösster Not Bringt Der Mittelweg Den Tod
- 1975 – Der Starke Ferdinand
- 1977 – Die Menschen, Die das Staufer-Jahr Vorbereiten
- 1977 – Nachrichten Von den Staufern
- 1977 – Zu Böser Schlacht Schleich'Ich Heut Nacht So Bang
- 1977/8 – Deutschland Im Herbst (co-direção)
- 1977/9 – Die Patriotin
- 1979/80 – Der Kandidat (co-direção)
- 1982 – Biermann-Film (co-direção)
- 1982/3 – Krieg und Frieden (co-direção)
- 1983 – Auf der Suche Nach Einer Praktisch-Realistichen Haltung
- 1985 – Der Anfriff der Gegenwart Auf Die Übrige Zeit
- 1986 – Vermischte Nachrichten
- 1998 – Eisenstein (videoclipe de um minuto de duração feito para a TV sueca)
- 2008- Nachrichten aus der ideologischen Antike: Marx, Eisenstein, Das Kapital. Em seu ambicioso Notícias da Antiguidade Ideológica: Marx, Eisenstein, O Capital, de 2008,  Kluge retoma, em nove horas e meia, o projeto de Sergei Eisenstein de filmar O Capital, de Karl Marx, a partir da estrutura de Ulisses, de James Joyce.
- 2009- Früchte des Vertrauens